# Amorphe Lötfolie
Als amorphe Lötfolien werden eutektische Legierungen der Übergangsmetalle wie Nickel, Eisen, Kupfer etc. hergestellt, die große Mengen der Halbmetalle/Metalloide Silizium und Bor, und/oder Phosphor enthalten.
Diese Legierungen sind auf Grund des hohen Anteils der besagten Halbmetalle zu hart und spröde, um sie auf herkömmlichen Fertigungswegen, wie Warm- und Kaltwalzen in Form von Folien herzustellen. Ausreichende plastische und elastische Eigenschaften findet man nur, wenn man diese Legierungen ohne Kristallgefüge, also amorph, herstellt. Der Gehalt an Metalloiden in eutektischen Konzentrationen ist sehr förderlich für die Ausbildung der amorphen Struktur.
In herkömmlichen, kristallinen Metalllegierungen sind die Atome streng regelmäßig angeordnet. Die Atome amorpher Werkstoffe sind dagegen völlig ungeordnet, ähnlich wie in einer Flüssigkeit oder Schmelze. Da dies auch für Glas zutrifft, bezeichnet man amorphe Metalle auch als metallisches Glas. Der griechische Begriff amorph bedeutet unförmig oder gestaltlos.

## Herstellung
Die Herstellung amorpher Metalle setzt aufgrund der dafür notwendigen Abkühlraten eine entsprechende Fertigungstechnologie voraus – die Rascherstarrungtechnik (engl. melt spinning). Dabei wird die flüssige Metallschmelze auf eine mit 100 km/h rotierende Kühlwalze gedrückt. Beim Auftreffen auf die Walze kühlt die Schmelze in einer Millisekunde um ca. 1000 °C ab. Dies entspricht einer Abkühlrate von einer Million Grad pro Sekunde. Auf diese Weise entsteht eine sehr gleichmäßige, dünne amorphe Folie mit Dicken zwischen 0,02 und 0,05 mm und Folienbreiten zwischen 0,5 mm und 125 mm.

## Anwendungsformen
Amorphe Lötfolien werden ausschließlich in Form dünner Metallfolien oder daraus gefertigter Formteile angeboten. Diese Formteile können als abgelängte Folienstreifen, gestanzte, bzw. photochemisch hergestellte Formteile für spezielle Anwendungen gefertigt werden. Die Folien/Teile platziert man dann zwischen den zu fügenden Bauteilen und verlötet diese im Lötofen unter Schutzgasatmosphäre oder im Vakuum. Bei konfektionierten Lötfolien werden Abfälle vermieden, und somit Material eingespart. Lötfolien, bzw. Formteile eignen sich sehr gut, um in automatischen Montageprozessen implementiert zu werden. Über die Foliendicke, die fein variiert werden kann, ist es möglich, die benötigte Lotmenge exakt auf den speziellen Anwendungsfall einzustellen. Durch die Verwendung von Folien oder Formteilen aus Folie, die speziell für den Anwendungsfall konzipiert sind, werden Abfälle vermieden und die Produktionsgeschwindigkeit erhöht, was die Wirtschaftlichkeit des Lötprozesses erhöht.

## Eigenschaften
Amorphe Lötfolien weisen selbst nach der Kristallisation eine besonders gleichmäßige Zusammensetzung auf. Aufgrund dieser Eigenschaft müssen die Atome der beteiligten Legierungselemente beim Aufschmelzen der Lotfolie nur sehr kurze Diffusionswege zurücklegen, um eine komplett schmelzflüssige Phase zu bilden. Daraus resultierend besitzen amorphe Lötfolien das gleichmäßigste Schmelz- und Fließverhalten aller Lötwerkstoffe. Sie unterscheiden sich deshalb in ihren Löteigenschaften stark von gleichartigen Lötwerkstoffen in Pulver oder Pastenform. Die Qualität der mit amorphen Folien erzeugten Lötverbindungen ist sehr konstant und auf höchstem Niveau. Gegenüber herkömmlichen Nickelloten, die vornehmlich in Pastenform appliziert werden, zeichnen sich amorphe Lötfolien durch einen Metallgehalt von 100 % aus. Auf Trocknungs- und Ausgasungsprozesse, wie sie bei diesen Lotpasten erforderlich sind, kann bei der Verwendung von amorphen Lotfolien gänzlich verzichtet werden. Die Abwesenheit organischer Komponenten und der besonders geringe Gehalt an gasförmigen Verunreinigungen (Sauerstoff, Stickstoff), den der besondere Herstellungsweg mitbringt, ist insbesondere für Vakuumlötungen sehr vorteilhaft. Es bilden sich keinerlei Ablagerungen von organischen Rückständen an Lötnaht, Bauteilen oder am Lötofen.